# Liam Fox
Pour les articles homonymes, voir Liam Fox (homonymie).
Liam Fox, né le 22 septembre 1961 à East Kilbride (Écosse), est un homme politique britannique, membre du Parti conservateur.
Député à la Chambre des communes de 1992 à 2024, il est notamment président du Parti conservateur de 2003 à 2005, secrétaire d'État à la Défense de 2010 à 2011 et secrétaire d'État au Commerce international  et président de la Commission du Commerce de 2016 à 2019.

## Biographie
D'origine écossaise, Fox passe son enfance à East Kilbride avant de poursuivre ses études en médecine à l'université de Glasgow, où il fut nommé MB ChB. Il devient alors médecin généraliste. 
Élu au Parlement en 1992 il devient en 1993 assistant parlementaire de Michael Howard, puis ministre de l'Intérieur. En 1997, il est nommé sous-secrétaire d'État aux Affaires étrangères. 
Passé dans l'opposition sous les gouvernements de Tony Blair et de Gordon Brown, il occupe plusieurs portefeuilles du cabinet fantôme — Santé et Affaires étrangères. Eurosceptique, il est secrétaire à la Défense au sein du cabinet fantôme entre 2005 et 2010. Entre 2010 et 2011, il est secrétaire d'État à la Défense. 
En 2016, il s'engage dans la  campagne pro-Brexit en vue du référendum sur l'appartenance à l'Union européenne. Après la démission du Premier ministre David Cameron qui s'ensuit, il se porte candidat à l'élection à la direction du Parti conservateur. Ayant obtenu 4,9 % des voix, il est éliminé après le premier tour du scrutin. La gagnante, Theresa May, devenue Première ministre, le nomme le 13 juillet secrétaire d'État au Commerce international.

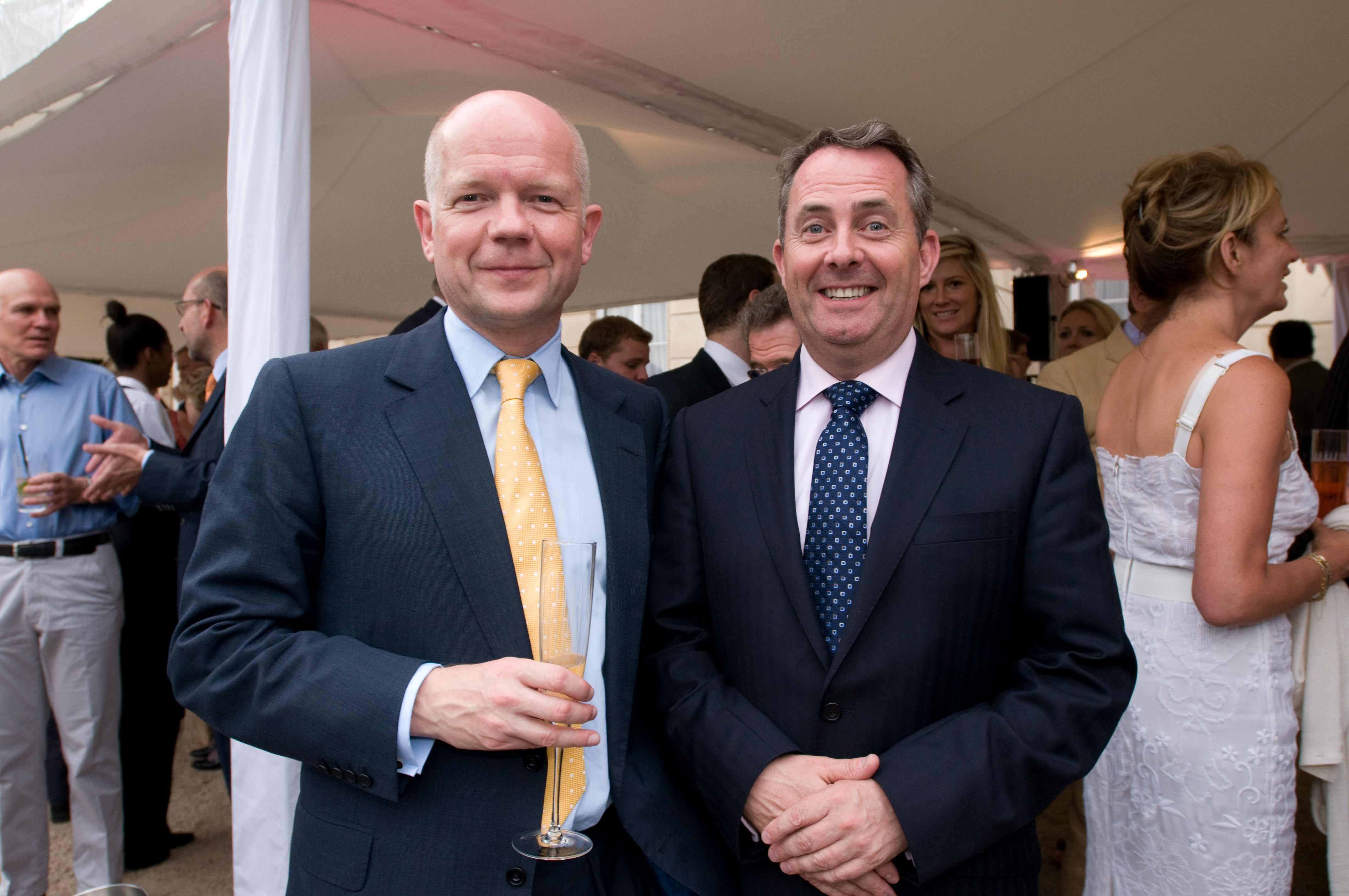
Liam Fox (à droite), alors secrétaire d'État à la Défense, au côté de William Hague, secrétaire d'État aux Affaires étrangères et du Commonwealth, dans les jardins de Lancaster House à Londres en 2011, pour la fête estivale du Financial Times.

En 1992, il est élu député pour Woodspring (en). Lorsque la circonscription disparaît en 2010, il se présente et remporte la nouvelle circonscription de North Somerset. De 2003 à 2005, il dirige le Parti conservateur. Le 12 mai 2010, il est nommé secrétaire à la Défense dans le gouvernement de coalition dirigé par David Cameron. Il quitte ses fonctions ministérielles le 14 octobre 2011.
Il est secrétaire d'État au Commerce international dans le gouvernement de Theresa May du 13 juillet 2016 au 24 juillet 2019.
En parallèle à son travail de député, il exerce en tant que conseiller pour la société WorldPR, basée au Panama.

## Positions politiques

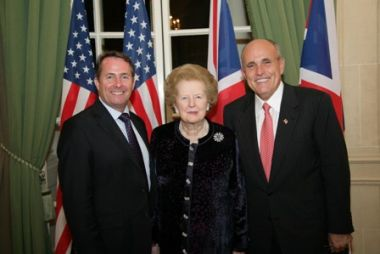
Liam Fox avec le maire Giuliani et Thatcher, en septembre 2007.

Eurosceptique convaincu, Fox s'oppose à l'intégration européenne du Royaume-Uni et s'est prononcé contre l'Europe de la Défense, pour lui préférer l'OTAN, puisqu'il est en revanche profondément atlantiste, militant pour le renforcement de la relation spéciale entre le Royaume-Uni et les États-Unis. 
Partisan du Brexit, dont il est un des principaux défenseurs dans le gouvernement de Theresa May, il affirme en octobre 2017 que le traité commercial avec l'Union européenne devant être mis en place après le Brexit sera « le plus facile de toute l'histoire de l'humanité », ce qui ne manque pas d'être rappelé régulièrement au fur et à mesure des difficultés rencontrées ensuite,.
Il soutient les guerres en Irak et en Afghanistan et s'oppose à la possession de l'arme nucléaire par l'Iran, n'excluant pas une intervention militaire. 
Ses positions sur les questions sociétales sont conservatrices. Il a voté contre l'adoption du mariage homosexuel en 2013, mais ne soutient pas le retour à la peine capitale.